# Cheongso-myeon
Cheongso-myeon (koreanska: 청소면) är en socken i Sydkorea.  Den ligger i kommunen Boryeong i provinsen Södra Chungcheong, i den centrala delen av landet, 130 km söder om huvudstaden Seoul.